# Garrulax treacheri
El charlatán de Treacher (Garrulax treacheri) es una especie de ave paseriforme de la familia Leiothrichidae endémica de Borneo. Anteriormente se consideraba una subespecie del charlatán mitrado.

## Distribución geográfica
Es endémica de las selvas montanas de la isla de Borneo.

## Subespecies
Se reconocen las siguientes:
- G. t. treacheri (Sharpe, 1879) - Sabah (norte de Borneo)
- G. t. damnatus (Harrisson & Hartley, 1934) - este de Sarawak (centro-norte de Borneo)
- G. t. griswoldi (Peters, JL, 1940) - centro de Borneo

## Estado de conservación
Se encuentra amenazada por la pérdida de su hábitat natural.